# یواس‌اس دیفنس (ای‌ام-۳۱۷)
یواس‌اس دیفنس (ای‌ام-۳۱۷) (به انگلیسی: USS Defense (AM-317)) یک کشتی است که طول آن ۲۲۱ فوت ۲ اینچ (۶۷٫۴۱ متر) می‌باشد. این کشتی در سال ۱۹۴۳ ساخته شد.